# Црнчевич, Мате
Мате Црнчевич (хорв. Mate Crnčević; 20 марта 1995, Меткович, Хорватия) — хорватский футболист, полузащитник.

## Карьера
Футбольную карьеру начал в 2014 году в составе хорватского клуба «Неретва» Меткович.
В начале 2021 года стал игроком хорватского клуба «Динамо II» Загреб.
Летом 2021 года на правах аренды перешёл в боснийский клуб «Железничар».
В 2022 году подписал контракт с казахстанским клубом «Актобе».

## Достижения
«Цибалия»
- Победитель Второй лиги: 2015/16

## Клубная статистика
| Игровая карьера | Игровая карьера     | Игровая карьера           | Игровая карьера | Лига | Лига | Кубок | Кубок | Межд. | Межд. | Др. | Др. |
| --------------- | ------------------- | ------------------------- | --------------- | ---- | ---- | ----- | ----- | ----- | ----- | --- | --- |
| 2015/16         | Цибалия             | Флаг Хорватии             | Б               | 30   | 1    | 1     | 0     | —     | —     | —   | —   |
| 2016/17         | Цибалия             | Флаг Хорватии             | А               | 19   | 0    | 1     | 0     | —     | —     | —   | —   |
| 2019/20         | Хрватски Драговоляц | Флаг Хорватии             | Б               | 19   | 0    | —     | —     | —     | —     | —   | —   |
| 2020/21         | Хрватски Драговоляц | Флаг Хорватии             | Б               | 16   | 4    | —     | —     | —     | —     | —   | —   |
| 2020/21         | Динамо Загреб II    | Флаг Хорватии             | Б               | 16   | 0    | —     | —     | —     | —     | —   | —   |
| 2021/22         | Железничар          | Флаг Боснии и Герцеговины | А               | 16   | 0    | 1     | 0     | —     | —     | —   | —   |
| 2022            | Актобе              | Флаг Казахстана           | А               | —    | —    | —     | —     | —     | —     | —   | —   |